# USS Coral Sea (CV-43)
«Ко́рал Си» (CVB/CVA/CV-43) — авианосец ВМС США, третий и последний из авианосцев типа «Мидуэй». Он заслужил ласковое прозвище «Вечный воин» за свою долгую службу. Девиз корабля — «Старше и смелее» (англ. Older and Bolder).
Первоначально классифицировался как авианосец СV-43. Контракт на строительство был выдан Newport News Shipbuilding, Ньюпорт-Ньюс, Виргиния 14 июня 1943 года. Был переклассифицирован в «Большой авианосец» CVB-43 15 июля 1943 года. Его киль был заложен 10 июля 1944. Он был спущен на воду 2 апреля 1946 года и сдан в эксплуатацию 1 октября 1947 года. Первым командиром корабля стал капитан А. П. Сторрс III (англ. A.P. Storrs III).

## Служба
Участвовал в испытаниях новых самолётов различных типов. 21 апреля 1950 года с палубы осуществлён первый старт бомбардировщика — носителя ядерного оружия AJ-1 «Сэвидж». 1 октября 1952 года был переклассифицирован в CVA-43, а 30 июня 1975 года — в CV-43. В 1957 году совершил поход в Средиземное море. Прошёл модернизацию по проекту SCB-110A в 1958—1960 гг., после модернизации вошёл в строй в январе 1960 года.
Принимал активное участие в боевых действиях во Вьетнаме с 1964 года по 1975 год. В апреле 1975 года обеспечивал эвакуацию из Индокитая американских граждан. С 12 по 14 мая 1975 года осуществлял поиск и спасение экипажа американского теплохода «Майягуэс», захваченного в нейтральных водах «красными кхмерами».
Прошёл модернизацию в 1979 году и в 1983—1984 годах. Возглавлял оперативное соединение в Аравийском море с 5 февраля по 30 апреля 1980 года. Совместно с атомным авианосцем «Карл Винсон» совершил кругосветное плавание (март — сентябрь 1983 года).
С 13 октября 1985 года находился на Средиземном море. Участвовал в боевых действиях против Ливии (24 марта — 15 апреля 1986 года); в ходе операции «Каньон Эльдорадо» наносил удары по городам Триполи и Бенгази (14—15 апреля 1986 года). В мае вернулся в США.
С 29 сентября 1987 — снова на Средиземном море. В апреле 1988 года находился в Карибском море и 19 апреля 1988 года оказывал помощь линкору «Айова», пострадавшему от взрыва башни в ходе учебных стрельб. 1 августа 1989 года прибыл к берегам Ливана с целью демонстрации силы после захвата в заложники американца У. Хиггинса — военнослужащего из состава миротворческих сил ООН. По возвращении в США авианосец выведен из боевого состава флота (26 апреля 1990 года) и продан на слом 30 марта 1993 года.